# Cèze
La Cèze è un fiume della Francia, affluente di sponda sinistra del fiume Rodano. Lungo 128 km, si snoda tra i dipartimenti della Lozère e del Gard.
Parte del suo corso è inclusa nel Parco nazionale delle Cevenne, cioè dalla sua sorgente fino a circa 10 km a valle di Saint-Ambroix. Il suo affluente Luech, nasce nella zona centrale del Parco così come i torrenti di Valcrouses e della Malaurière, la Connes, il fiume del Pont Brignet, e l'Homol.

## Idrologia
La portata media interannuale della Cèze è stata osservata e calcolata su un periodo di 53 anni (1961-2013) a La Roque-sur-Cèze.
Essa ammonta a 18 m3/sec per una superficie del bacino di 1060 km2 sia per la gran parte (78 %) del suo bacino idrografico (1359 km2). Il fiume presenta fluttuazioni stagionali di portata tipiche del proprio regime, con acque di piena d'autunno e al doppio del picco in inverno. 
Il primo picco si verifica in ottobre con una portata media mensile di 28.1 m3/sec, poi, dopo una magra a 23.4 m3/sec in dicembre, nuovamente un picco di 30 m3/sec a gennaio e 26.3 in febbraio. Questo periodo è seguito da un lungo intermezzo di portata sostenuta lungo tutta la primavera, arrivando a 20.4 in marzo e 17 in maggio. Da quel momento si assiste ad una rapida caduta della portata, che termina con un periodo di magra in luglio-agosto e un livello medio mensile di 3.5 m3/sec in questi due mesi. Da settembre la portata risale.

## Affluenti
I principali affluenti della Cèze sono, partendo da monte:
Alla sinistra orografica
- Chandoullière
- Bournaves
- Niverette
- Lalle (valle di)
- Gagnière
- Montagnac (valle di)
- Plauzolle (valle di)
- Saint-Brès (valle di)
- Malcap (valle di)

- Grand Vallat
- la Claysse, 21.9 km su cinque comuni, con diciannove affluenti.
- Malaygues
- Roumejac
- Destel (valle del)
- Issarts (valle degli)
- Rodières (torrente dei)
- Valbonne (valle di)
- Derbèze o Passadouire

Alla destra orografica
- Chambonnet
- Connes
- L'Homol
- Le Luech
- Forge (valle della)
- Rieusset
- Fontfrède (valle di)
- Graveirolles (torrente dei) e il suo affluente, il Barnassac

- Vebron (vallat de) ou Moulinet (valle del)
- Auzon (e i suoi 19 affluenti, fra i quali l'Auzonnet e l'Alauzène)
- Aiguillon (e il suo affluente l'Avègue)
- Vionne
- Pourpré (valle di)
- Riaufrès o Pijadon (valle)
- Roubine
- Tave (e i suoi affluenti la Mayre, la Veyre, il torrente della Brives, il torrente di Auzigues)

## Immagini della Cèze

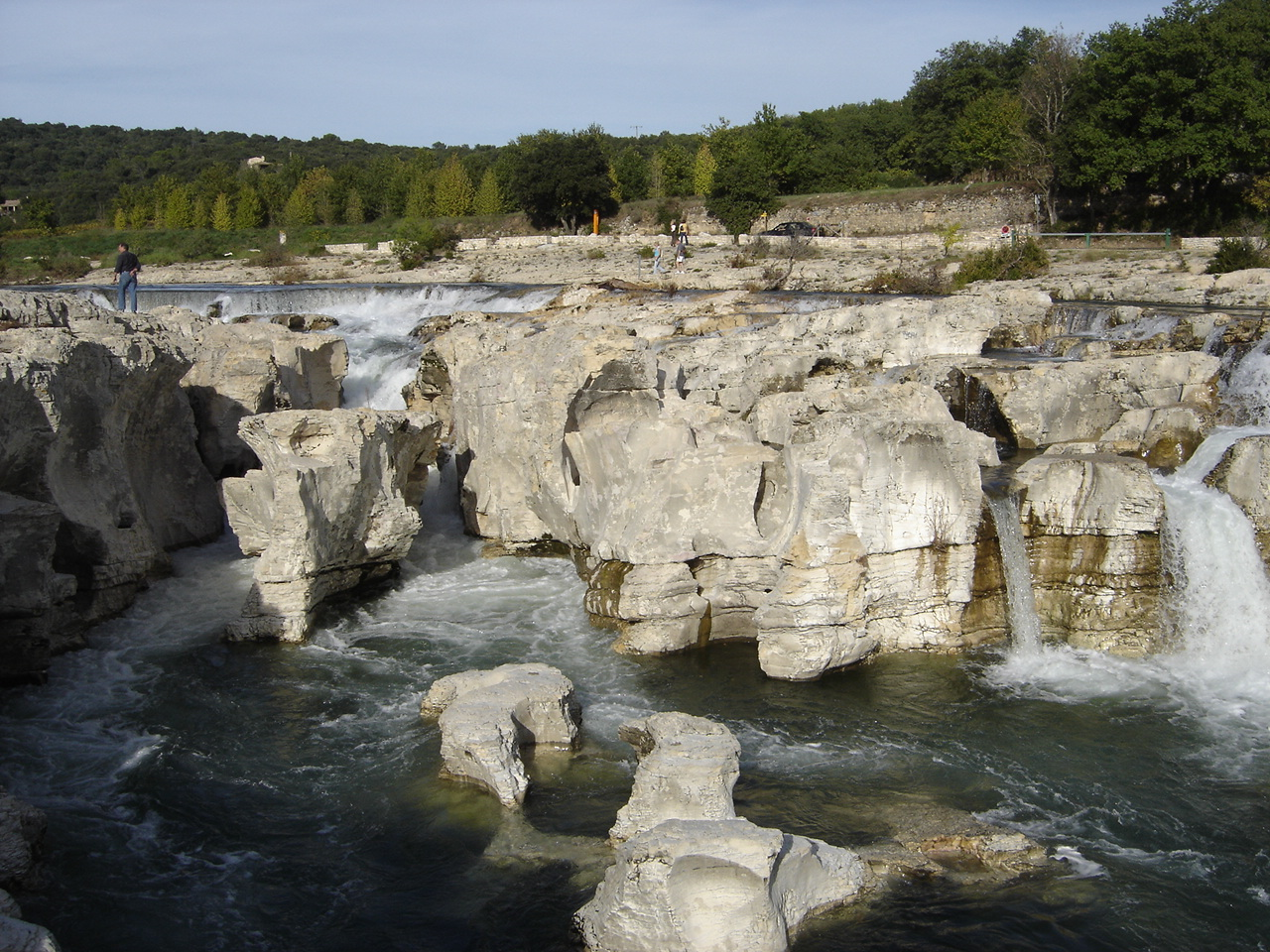
Altra veduta delle Cascate del Sautadet
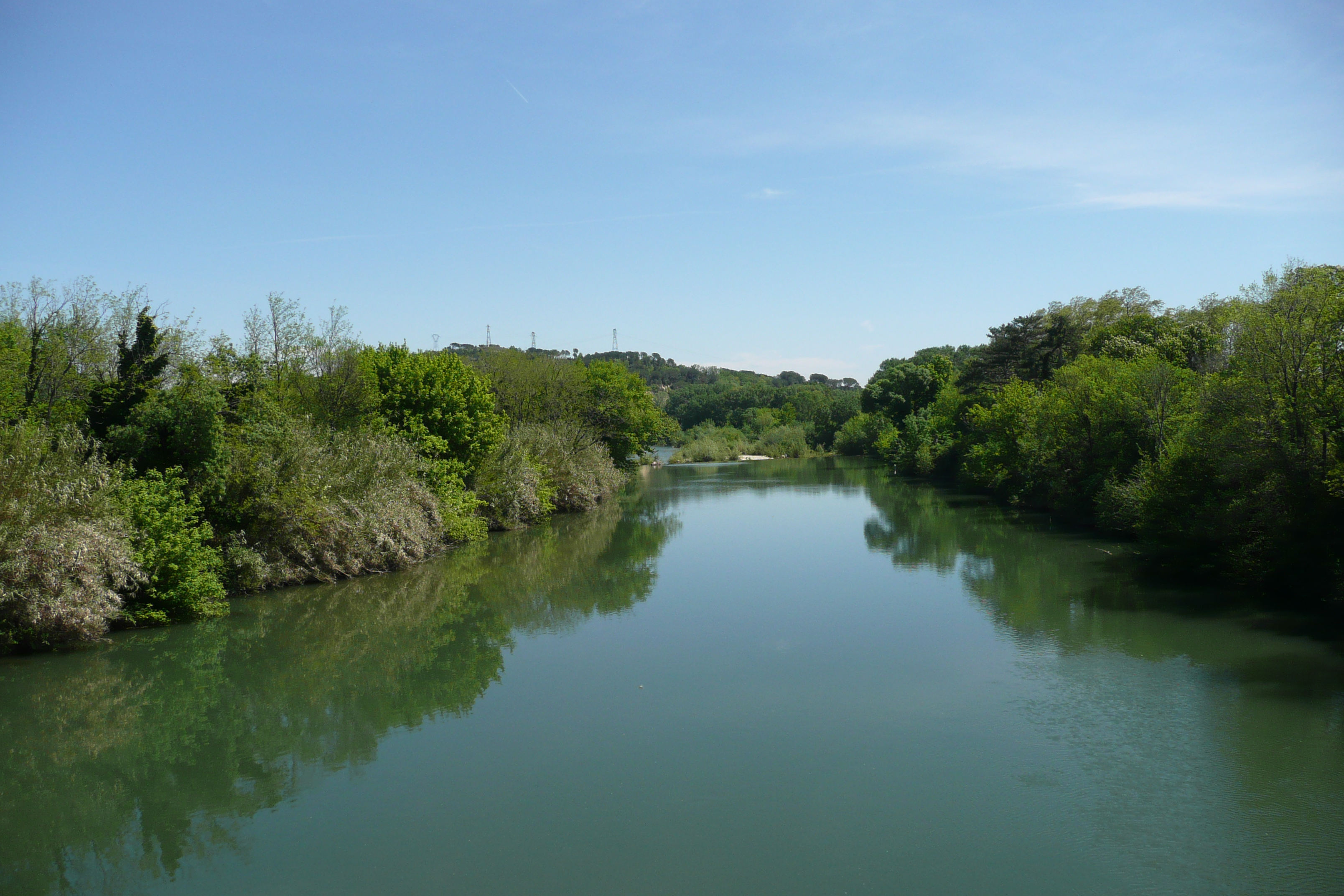
La Cèze
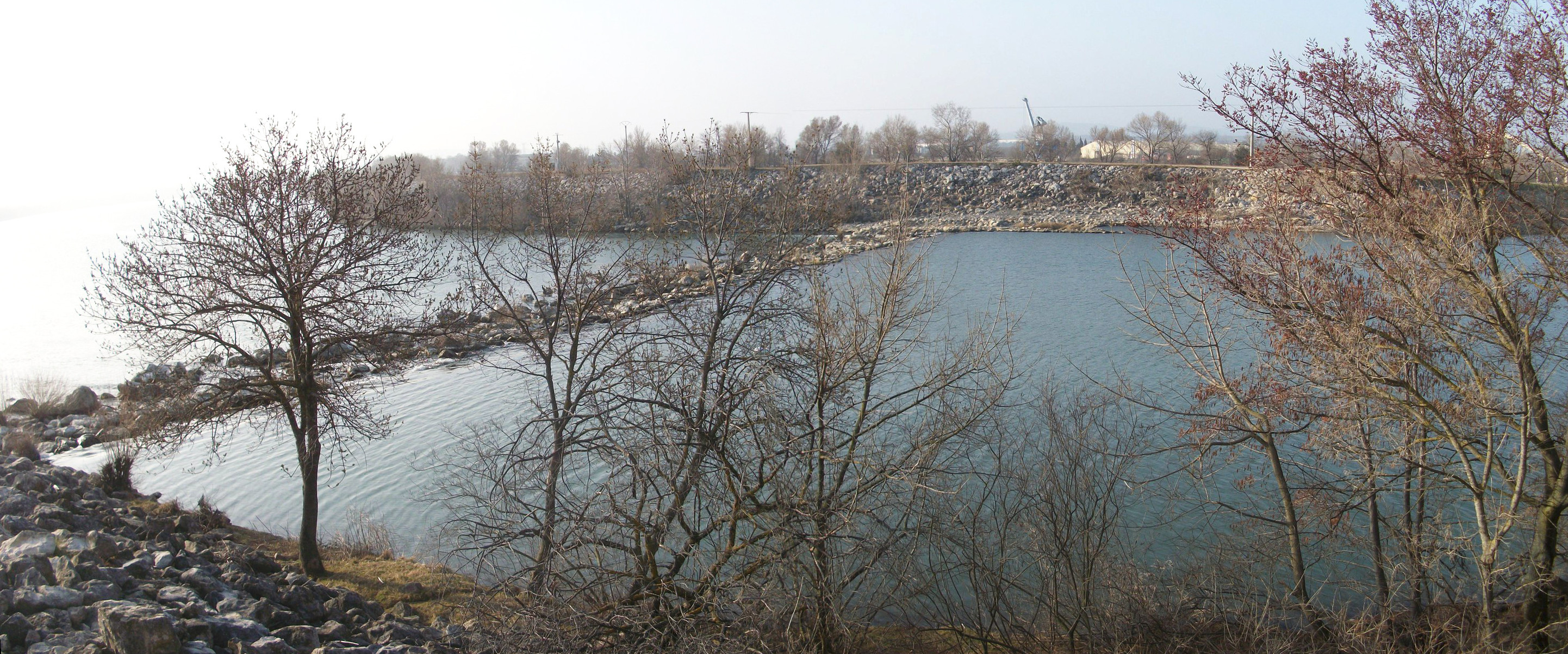
Confluenza della Cèze nel Rodano